# Lužani (Uskoplje, BiH)
Lužani su naseljeno mjesto u općini Uskoplje, Federacija Bosne i Hercegovine, BiH.

## Zemljopis
Lužani se nalazi na preko 900 metara nadmorske visine, u podnožju Lužanskog brda.
Do Lužana vodi makadamska cesta iz Donje Ričice.

## Povijest
Na popisu stanovništva iz 1885. Lužani su u sklopu općine Bojska imali 159 stanovnika (84 katolika i 75 muslimana). Na sljedećem popisu iz 1895. u Lužane su spadali Glavaši, Lužani, Pustotina i Rosulje. Lužani su tada imali 268 stanovnika (142 muslimana i 126 katolika). Godine 1910. u Lužanima je živjelo 277 stanovnika (153 muslimana i 124 katolika).
Na popisu 1961. u naselju je živjelo 259 stanovnika (150 Hrvata, 104 Muslimana, 3 Srba i 2 Jugoslavena), dok je na popisu 1971. u naselju živjelo 269 stanovnika (145 Muslimana, 122 Hrvata, 1 Srbin i 1 ostali). U Lužanima je 1981. živio 241 stanovnik (147 Muslimana i 94 Hrvata).
Tijekom rata, pripadnici Armije RBiH su protjerali hrvatsko stanovništvo iz Lužana i okolnih naselja, spalili kuće te uništili katoličko groblje i kapelicu u Lužanima koje pripadaju župi Skopaljska Gračanica. Kapelica je nakon rata obnovljena, a groblje uređeno.

## Stanovništvo

### 1991.
Nacionalni sastav stanovništva 1991. godine, bio je sljedeći:
ukupno: 190
- Muslimani - 141
- Hrvati - 49

### 2013.
Nacionalni sastav stanovništva 2013. godine, bio je sljedeći:
ukupno: 111
- Bošnjaci - 111

## Poznate osobe
- Ilija Glavaš, hrv. politički emigrant i revolucionar